# 三遊派
三遊派（さんゆうは）は、江戸（東京）落語の一派。

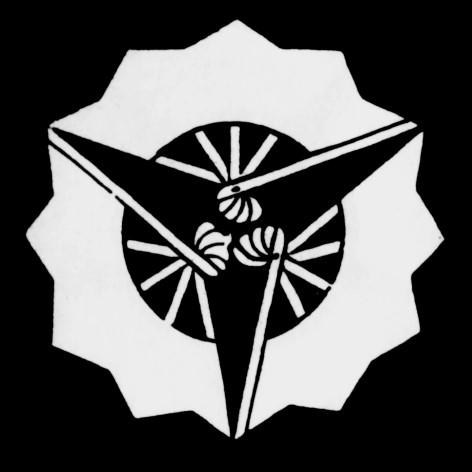
三遊亭の定紋のひとつ「高崎扇」
三遊亭の定紋のひとつ「三組橘」

## 歴史

### 明治以前
三遊派の祖は初代三遊亭圓生である。門下に初代立花屋圓蔵（後の2代目三遊亭圓生）、初代古今亭志ん生、初代金原亭馬生、初代司馬龍生らを輩出して隆盛を極めた。2代目圓生は初代圓蔵が継ぐ事になり、初代志ん生、初代馬生、初代龍生らは独立した。初代馬生の一門は「馬派」、初代龍生の一門は「司馬派」と呼ばれた。
2代目圓生の頃の三遊派は柳派や江戸桂派（上方の桂派とは別）などの他派にすっかり押されてしまっており、往年の勢いは無くなっていた。しかし、自作落語などで人気を集めた初代三遊亭圓朝の登場により三遊派は息を吹き返し、次第に柳派と拮抗する存在となっていった。
1875年、柳派の3代目麗々亭柳橋を頭取とし、圓朝と江戸桂派6代目桂文治が補佐となって「落語睦連」が結成されたが、興行主体としては1888年には完全に柳派と分裂し独自に実施するようになっていった。5日ごとに行われていた寄席興行のうち、半分を三遊派が、もう半分を柳派が担当するという興行方式がこの頃に確立し、1923年に三遊派と柳派が合併する頃まで続けられた。

### 明治期
明治時代の三遊派は圓朝を中心に、2代目三遊亭圓橘・4代目三遊亭圓生といった正統派から、「ステテコ」の初代三遊亭圓遊・「ヘラヘラ」の初代三遊亭萬橘のなど珍芸を売りにするものまで多彩な落語家・芸人がおり、初代談洲楼燕枝を中心とする柳派と対抗していった。
三遊派に所属していた落語家の多くは人情噺を得意としており、滑稽噺を得意としていた柳派とは対をなしていた。もちろん例外もあり、例えば4代目橘家圓蔵は人情噺よりも落とし噺（滑稽噺）の方を得意としていた。また、柳派の名跡を名乗っていた落語家が三遊派に属していたこともあった。
三遊派の落語家は圓（円）の字を名前の下に付けないのが習慣になっており、「えん」を下に名乗りたい場合は三遊亭橘園のように字を変えて名乗っていた。例外に、三遊亭若圓を一時名乗っていた三遊亭朝兵衛（本名：竹内左太郎）がいる。
1911年10月に初代桂小南・3代目三遊亭圓橘・2代目月の家圓鏡（後の3代目三遊亭圓遊）らが三遊派を脱退して三遊分派を立ち上げた。この時、三遊派本体は三遊社と改名した。また同じ頃、4代目橘家圓喬の一派も独立している。しかし、1912年10月には三遊分派の一行は本体に復帰し、三遊社も三遊派の名に戻った。圓喬派も同じ頃に三遊派に復帰している。

### 大正～終戦まで
1923年に三遊派と柳派は合同して「東京寄席株式会社」を設立したため、興行主体としての三遊派は一旦消滅した。しかしその後も東京落語協会結成直後に創設された「三遊柳連睦会（いわゆる「睦会」）」を初めとして、「三遊派・新むつみ派」「柳三遊演芸会」「三遊睦会」「柳三遊落語会」「柳三遊研成社」など、落語協会と芸術協会の2団体制が確立するまでの間に「三遊」の名が使われた団体が数多く登場した。

### 戦後
6代目三遊亭圓生が落語協会分裂騒動で落語協会を脱退した際に作った新団体名は「落語三遊協会」とされた。この落語三遊協会に所属していた落語家のうち、5代目三遊亭圓楽の一門は現在の五代目円楽一門会に所属し、その他の圓生の弟子たちは落語協会に復帰している。
現在は、圓朝の孫弟子4代目圓蔵の弟子であった6代目圓生の弟子である5代目三遊亭圓楽・6代目三遊亭圓窓・三遊亭圓丈らとその弟子達と、圓朝の孫弟子である初代三遊亭圓右の流れを汲む3代目三遊亭圓歌・4代目三遊亭金馬とその弟子達が、系統から見て明治時代からの三遊派の流れに沿っている落語家であると言える。また、三遊亭圓馬の名跡は、圓朝の弟子で上方に赴いていた2代目圓馬から橋本川柳に譲られたが、3代目圓馬の橋本川柳自体が元々三遊派に属していた人間であり（東京時代は2代目圓橘門下の立花家橘之助の弟子だった）、3代目圓馬の弟子である4代目圓馬の一門（5代目三遊亭圓馬・3代目三遊亭遊三など）も系統から見れば三遊派の流れに沿っていると言えよう。
なお、圓楽の一門と圓丈(圓窓)の一門は落語協会脱退後に袂を分かち特段の交流はなかったが、2013年の圓丈の著書「落語家の通信簿」について6代目円楽から事実関係について指摘を受けて増刷時に修正したのを機に意気投合し、2014年3月に合同落語会「三遊ゆきどけの会」を開催した。なお、2016年からは「三遊落語祭」と名前を変えて2020年現在も交流を続けており、同年の会においては史上初となる三遊亭鳳笑(鳳楽門下)、三遊亭楽大(6代目圓楽門下)、三遊亭丈助(圓丈門下)の3名の合同真打昇進披露口上が設けられた。

## その他の三遊派
旧来の三遊派の系統には当てはまらない人物が本来は三遊派である名跡を継いでいるケースもある。芸術協会の2代目桂小文治一門には、2代目桂小文治の弟子が4代目三遊亭圓遊を襲名し、その弟子が5代目圓遊を引き継いだり、また同じく2代目桂小文治門下の5代目古今亭今輔の弟子が3代目三遊亭圓右の名跡を継いでいるのがその例である。
2代目圓生を初代とする橘家圓蔵の名跡は、6代目（後の6代目圓生）までは三遊派の人物によって受け継がれ、橘家の家号も三遊亭のサブ亭号として使われていたが、その後この名跡は8代目桂文楽門下の4代目月の家圓鏡が一代限りの条件で7代目橘家圓蔵を襲名した。7代目没後、筆頭弟子の5代目月の家圓鏡が名跡を6代目圓生夫人に返還したが、その場で直談判して名跡を譲り受けため、橘家の名は本来の三遊派の系統から離れた。2代目圓生の弟子が初代である橘家圓太郎の名跡も、現在は春風亭小朝の弟子が継いでいる。

## 上方
なお上方落語界では、東京で三遊派の流れを汲む落語家の下で修行した後に上方へ移った落語家や、そのような人物の門下から三遊派の流れを汲む名前を継いだ（名乗った）者もおり、例として5代目橘家圓太郎、初代橘ノ圓（ともに4代目圓生の門下）、3代目立花家千橘、2代目立花家花橘（ともに立花家橘之助の門下）、橘ノ圓都（初代橘ノ圓の門下）などがいる。他にも特定の師匠なしで三遊亭の亭号を名乗った三遊亭圓子がいる。4代目立花家千橘は2代目露の五郎兵衛の門下ではあるが8代目橘家圓蔵の許諾を得て名乗っている。定紋は三ツ組橘を使用。

## 系図
ここに挙げている人物は全て物故者である。
| 三遊亭圓生(1) | 三遊亭圓生(1) | 三遊亭圓生(1) | 三遊亭圓生(1) | 三遊亭圓生(1) | 三遊亭圓生(1) |  |  | 三遊亭圓生(2) | 三遊亭圓生(2) | 三遊亭圓生(2) | 三遊亭圓生(2) | 三遊亭圓生(2) | 三遊亭圓生(2) |  |  | 三遊亭圓朝(1) | 三遊亭圓朝(1) | 三遊亭圓朝(1) | 三遊亭圓朝(1) | 三遊亭圓朝(1) | 三遊亭圓朝(1) |  |  | 三遊亭圓生(4) | 三遊亭圓生(4) | 三遊亭圓生(4) | 三遊亭圓生(4) | 三遊亭圓生(4) | 三遊亭圓生(4) |  |  | 橘家圓蔵(4)   | 橘家圓蔵(4)   | 橘家圓蔵(4)   | 橘家圓蔵(4)   | 橘家圓蔵(4)   | 橘家圓蔵(4)   |  |  | 三遊亭圓生(6) | 三遊亭圓生(6) | 三遊亭圓生(6) | 三遊亭圓生(6) | 三遊亭圓生(6) | 三遊亭圓生(6) |  |  | 6代目三遊亭圓生一門 | 6代目三遊亭圓生一門 | 6代目三遊亭圓生一門 | 6代目三遊亭圓生一門 | 6代目三遊亭圓生一門 | 6代目三遊亭圓生一門 |
| 三遊亭圓生(1) | 三遊亭圓生(1) | 三遊亭圓生(1) | 三遊亭圓生(1) | 三遊亭圓生(1) | 三遊亭圓生(1) |  |  | 三遊亭圓生(2) | 三遊亭圓生(2) | 三遊亭圓生(2) | 三遊亭圓生(2) | 三遊亭圓生(2) | 三遊亭圓生(2) |  |  | 三遊亭圓朝(1) | 三遊亭圓朝(1) | 三遊亭圓朝(1) | 三遊亭圓朝(1) | 三遊亭圓朝(1) | 三遊亭圓朝(1) |  |  | 三遊亭圓生(4) | 三遊亭圓生(4) | 三遊亭圓生(4) | 三遊亭圓生(4) | 三遊亭圓生(4) | 三遊亭圓生(4) |  |  | 橘家圓蔵(4)   | 橘家圓蔵(4)   | 橘家圓蔵(4)   | 橘家圓蔵(4)   | 橘家圓蔵(4)   | 橘家圓蔵(4)   |  |  | 三遊亭圓生(6) | 三遊亭圓生(6) | 三遊亭圓生(6) | 三遊亭圓生(6) | 三遊亭圓生(6) | 三遊亭圓生(6) |  |  | 6代目三遊亭圓生一門 | 6代目三遊亭圓生一門 | 6代目三遊亭圓生一門 | 6代目三遊亭圓生一門 | 6代目三遊亭圓生一門 | 6代目三遊亭圓生一門 |
|               |               |               |               |               |               |  |  |               |               |               |               |               |               |  |  |               |               |               |               |               |               |  |  | 三遊亭圓橘(2) | 三遊亭圓橘(2) | 三遊亭圓橘(2) | 三遊亭圓橘(2) | 三遊亭圓橘(2) | 三遊亭圓橘(2) |  |  | 三遊亭圓右(1) | 三遊亭圓右(1) | 三遊亭圓右(1) | 三遊亭圓右(1) | 三遊亭圓右(1) | 三遊亭圓右(1) |  |  | 三遊亭圓歌(1) | 三遊亭圓歌(1) | 三遊亭圓歌(1) | 三遊亭圓歌(1) | 三遊亭圓歌(1) | 三遊亭圓歌(1) |  |  | 初代三遊亭圓歌一門  | 初代三遊亭圓歌一門  | 初代三遊亭圓歌一門  | 初代三遊亭圓歌一門  | 初代三遊亭圓歌一門  | 初代三遊亭圓歌一門  |
|               |               |               |               |               |               |  |  |               |               |               |               |               |               |  |  |               |               |               |               |               |               |  |  | 三遊亭圓橘(2) | 三遊亭圓橘(2) | 三遊亭圓橘(2) | 三遊亭圓橘(2) | 三遊亭圓橘(2) | 三遊亭圓橘(2) |  |  | 三遊亭圓右(1) | 三遊亭圓右(1) | 三遊亭圓右(1) | 三遊亭圓右(1) | 三遊亭圓右(1) | 三遊亭圓右(1) |  |  | 三遊亭圓歌(1) | 三遊亭圓歌(1) | 三遊亭圓歌(1) | 三遊亭圓歌(1) | 三遊亭圓歌(1) | 三遊亭圓歌(1) |  |  | 初代三遊亭圓歌一門  | 初代三遊亭圓歌一門  | 初代三遊亭圓歌一門  | 初代三遊亭圓歌一門  | 初代三遊亭圓歌一門  | 初代三遊亭圓歌一門  |
|               |               |               |               |               |               |  |  |               |               |               |               |               |               |  |  |               |               |               |               |               |               |  |  | 三遊亭圓左(1) | 三遊亭圓左(1) | 三遊亭圓左(1) | 三遊亭圓左(1) | 三遊亭圓左(1) | 三遊亭圓左(1) |  |  | 三遊亭圓馬(3) | 三遊亭圓馬(3) | 三遊亭圓馬(3) | 三遊亭圓馬(3) | 三遊亭圓馬(3) | 三遊亭圓馬(3) |  |  | 三遊亭圓馬(4) | 三遊亭圓馬(4) | 三遊亭圓馬(4) | 三遊亭圓馬(4) | 三遊亭圓馬(4) | 三遊亭圓馬(4) |  |  | 4代目三遊亭圓馬一門 | 4代目三遊亭圓馬一門 | 4代目三遊亭圓馬一門 | 4代目三遊亭圓馬一門 | 4代目三遊亭圓馬一門 | 4代目三遊亭圓馬一門 |
|               |               |               |               |               |               |  |  |               |               |               |               |               |               |  |  |               |               |               |               |               |               |  |  | 三遊亭圓左(1) | 三遊亭圓左(1) | 三遊亭圓左(1) | 三遊亭圓左(1) | 三遊亭圓左(1) | 三遊亭圓左(1) |  |  | 三遊亭圓馬(3) | 三遊亭圓馬(3) | 三遊亭圓馬(3) | 三遊亭圓馬(3) | 三遊亭圓馬(3) | 三遊亭圓馬(3) |  |  | 三遊亭圓馬(4) | 三遊亭圓馬(4) | 三遊亭圓馬(4) | 三遊亭圓馬(4) | 三遊亭圓馬(4) | 三遊亭圓馬(4) |  |  | 4代目三遊亭圓馬一門 | 4代目三遊亭圓馬一門 | 4代目三遊亭圓馬一門 | 4代目三遊亭圓馬一門 | 4代目三遊亭圓馬一門 | 4代目三遊亭圓馬一門 |
|               |               |               |               |               |               |  |  |               |               |               |               |               |               |  |  |               |               |               |               |               |               |  |  | 橘ノ圓(1)     | 橘ノ圓(1)     | 橘ノ圓(1)     | 橘ノ圓(1)     | 橘ノ圓(1)     | 橘ノ圓(1)     |  |  | 橘ノ圓都一門  | 橘ノ圓都一門  | 橘ノ圓都一門  | 橘ノ圓都一門  | 橘ノ圓都一門  | 橘ノ圓都一門  |  |  |               |               |               |               |               |               |  |  |                     |                     |                     |                     |                     |                     |
|               |               |               |               |               |               |  |  |               |               |               |               |               |               |  |  |               |               |               |               |               |               |  |  | 橘ノ圓(1)     | 橘ノ圓(1)     | 橘ノ圓(1)     | 橘ノ圓(1)     | 橘ノ圓(1)     | 橘ノ圓(1)     |  |  | 橘ノ圓都一門  | 橘ノ圓都一門  | 橘ノ圓都一門  | 橘ノ圓都一門  | 橘ノ圓都一門  | 橘ノ圓都一門  |  |  |               |               |               |               |               |               |  |  |                     |                     |                     |                     |                     |                     |